# 부용성
부용성(프랑스어: Château de Bouillon, fr)은 벨기에 룩셈부르크주의 부용 시에 있는 왈롱에 위치한 중세 시대의 성이다.
988년에 처음 언급되었지만, 같은 장소에는 훨씬 더 오래된 성이 있었다. 이 성은 스무아강의 급격한 굽이 안에 있는 바위 곶에 위치해 있다.
1082년, 부용성은 고드프루아 드 부용에게 상속되었는데, 그는 제1차 십자군 비용을 마련하기 위해 이를 리에주 주교 오트베르에게 팔았다. 이 성은 나중에 17세기 후반 루이 14세의 군사 건축가 보방에 의해 중포를 위한 시설이 갖춰졌다.

## 같이 보기
- 벨기에의 성 목록